# 莱西勒巴尔代勒
莱西勒巴尔代勒（法語：Les Isles-Bardel，法語發音：[le.z‿il baʁdɛl] ⓘ）是法国卡尔瓦多斯省的一个市镇，属于卡昂区。

## 地理
莱西勒巴尔代勒（48°50'43"N, 0°20'18"W）面积5.69 平方千米，位于法国诺曼底大区卡爾瓦多斯省，该省份为法国西北部沿海省份，北濒大西洋英吉利海峡，东北与滨海塞纳省以海上边界相接，东临厄尔省，南至奧恩省，西与芒什省接壤。
与莱西勒巴尔代勒接壤的市镇（或旧市镇、城区）包括：拉皮利、梅尼勒埃尔梅、梅尼勒万、奥恩河畔圣菲尔贝、皮唐日勒拉克。

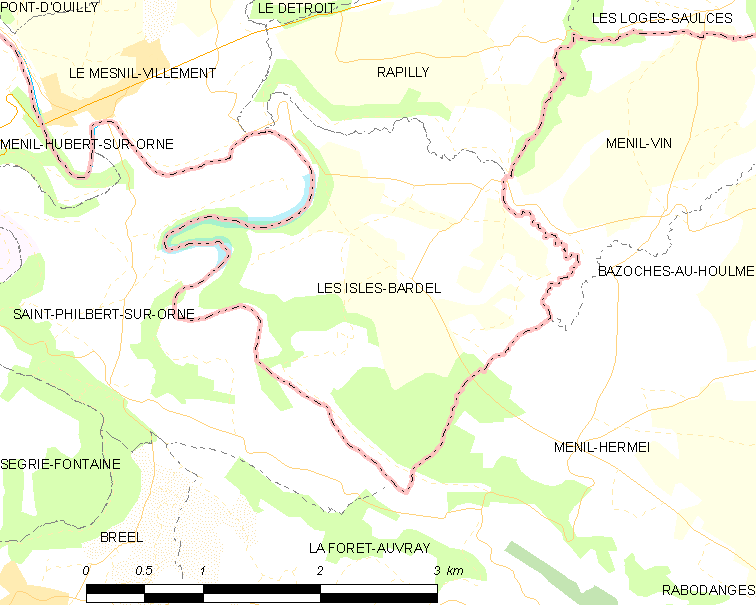
莱西勒巴尔代勒的OSM定位图

莱西勒巴尔代勒的时区为UTC+01:00、UTC+02:00（夏令时）。

## 行政
莱西勒巴尔代勒的邮政编码为14690，INSEE市镇编码为14343。

## 政治
莱西勒巴尔代勒所属的省级选区为法莱斯县。

## 人口

1962-2008年间莱西勒巴尔代勒人口变化图示

莱西勒巴尔代勒于2022年1月1日时的人口数量为71人。